# Веларде (Л'Аквила)
Веларде (итал. Velarde) је насеље у Италији у округу Л'Аквила, региону Абруцо.
Према процени из 2011. у насељу је живело 46 становника. Насеље се налази на надморској висини од 410 м.